# Jóngerð Purkhús
Jóngerð Jensina Purkhús (født 22. januar 1937 i Klaksvík) er en tidligere færøsk politiker (TF). Hun var finans-, økonomi- og miljøminister fra 1985 til 1989, og økonomi- og samferdselsminister fra 1989 til 1991. Hun var Færøernes første kvindelige minister.
Purkhús voksede op i et fisker- og arbejdermiljø i Klaksvík, som datter af Else Johanne (født Hansen) og fiskeren Jacob Pauli Purkhús. Der var ikke nogen tradition for akademisk uddannelse i familien, men den havde et stærkt samfundsengagement, hvor Tjóðveldisflokkurin stod stærkt. Alligevel begyndte hun at studere statsvidenskab, drevet af interessen for den nationalistiske del af venstrefløjen i færøsk politik. I 1970 giftede hun sig med Niels á Velbastað. Purkhús blev den første kvindelige færøske cand.polit. i 1972. Hun flyttede tilbage til Færøerne i 1975, og begyndte at arbejde for Færøernes regering. Hun var med til at forberede Færøernes overtagelse af postvæsenet, og arbejdede derefter i Postverk Føroya frem til 1978, og skiftede da spor og begyndte at arbejde med finanssager for regeringen.
Purkhús havde fra ungdomstiden tillidshverv i Tjóðveldisflokkurin, og fra 1978 var hun lagtingskandidat i valgkredsen Norðoyar, men blev ikke valgt. Hun var finans-, økonomi- og miljøminister fra 1985 til 1989, blev valgt til Lagtinget i 1988, og var økonomi- og trafikminister fra 1989 til 1991. Hun fortsatte som medlem af partiledelsen et par år, og trak sig derefter tilbage fra politik.
Purkhús har boet i Velbastaður sammen med sin mand siden 1976. Hendes fritidsinteresser er husdyrhold, færøsk folkedans og patchwork.